# Bert-Jan Ruissen

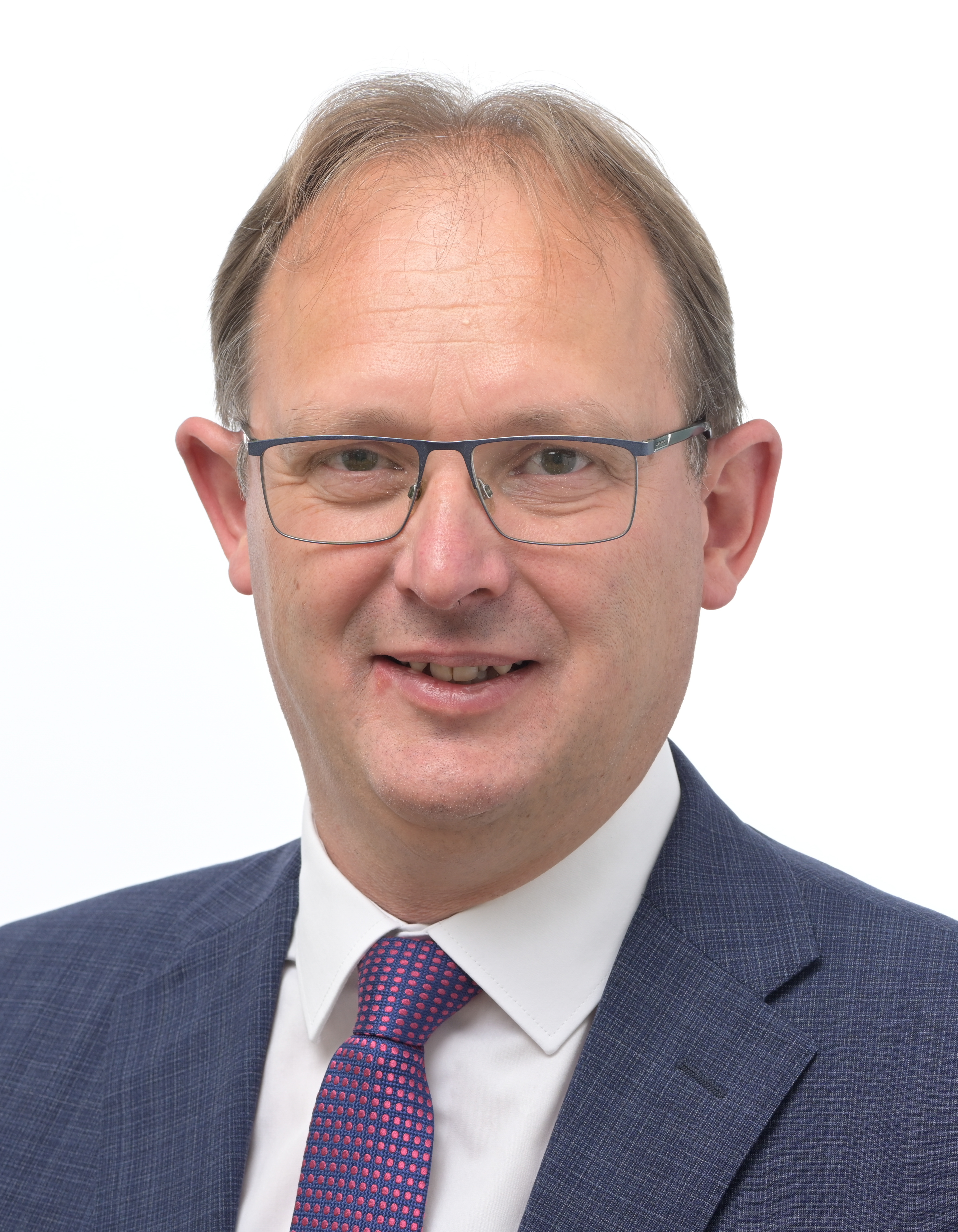
Bert-Jan Ruissen (2024)

H. J. A. „Bert-Jan“ Ruissen  (* 22. März 1972 in Oostdijk, Gemeinde Reimerswaal, Niederlande) ist ein niederländischer Politiker der Staatkundig Gereformeerde Partij (SGP). Seit der Europawahl 2019 ist er Abgeordneter im Europaparlament. Die SGP ist Mitglied der Fraktion der Europäischen Konservativen und Reformer.

## Leben
Nach seinem Studium der Landwirtschaft an der Universität Wageningen arbeitete Ruissen von März 2000 bis Juli 2019 im Ministerie van Landbouw, Natuur en Voedselkwaliteit. Während des Zeitraums von März 2006 bis Juni 2017 war er zugleich Mitglied des Gemeinderats von Krimpen aan den IJssel. Bei der Europawahl 2019 war Ruissen Spitzenkandidat der SGP und konnte mit 44.416 Stimmen, was rund 11,82 Prozent aller Stimmen der Wählergruppe aus ChristenUnie und SGP entsprach, einen Sitz im Europäischen Parlament erlangen.

## Tätigkeiten als EU-Abgeordneter
Ruissen ist Mitglied im Ausschuss für Landwirtschaft und ländliche Entwicklung und der Delegation in der Parlamentarischen Versammlung der Union für den Mittelmeerraum. Er ist stellvertretendes Mitglied des Ausschusses für auswärtige Angelegenheiten, Menschenrechte, Gemeinsame Sicherheit und Verteidigungspolitik, des Ausschusses für Fischerei sowie der Delegation für die Beziehungen zu Indien. Des Weiteren hat er das Amt des stellvertretenden Vorsitzenden der Delegation für die Beziehungen zu Israel inne.